# Notylia brenesii
Notylia brenesii är en orkidéart som beskrevs av Rudolf Schlechter. Notylia brenesii ingår i släktet Notylia och familjen orkidéer.
Artens utbredningsområde är Costa Rica. Inga underarter finns listade i Catalogue of Life.